# Comuna Skrwilno
Comuna Skrwilno este o comună (în poloneză: gmina) rurală în powiat Rypin, voievodatul Cuiavia și Pomerania, Polonia.
Comuna acoperă o suprafață de 124,35 km² și are, potrivit datelor din anul 2006, o populație de 6.109.